# Arsène Durec
Arsène Albert Gustave Durécu dit Arsène Durec, né au Havre le 3 février 1873 et mort à Paris 18e le 7 février 1930, est un acteur et un metteur en scène de théâtre et de cinéma français.

## Biographie
On sait peu de choses sur la formation d'Arsène Durec qui n'était encore que représentant de commerce au moment de son service militaire en 1893. Ce n'est qu'à partir de 1897 qu'il se fait connaître, d'abord comme comédien notamment dans la troupe de Sarah Bernhardt puis comme metteur en scène et acteur au théâtre des Arts. En janvier 1910, il reprend le théâtre Fontaine qu'il rebaptise Le Petit Théâtre, mais l'expérience tourne court en raison notamment des inondations qui frappent la capitale au cours de la deuxième quinzaine de janvier, mais aussi d'une programmation trop appuyée sur de jeunes auteurs. À partir du mois de juin de la même année, il retourne au théâtre des Arts où il devient le collaborateur de Jacques Rouché en qualité de directeur technique et administrateur général de la salle, puis à partir de 1913 comme metteur en scène et acteur au théâtre des Champs-Élysées où il monte notamment des opéras.
En 1914, alors qu'il doit prendre la direction du Casino de Paris, sa mobilisation l'empêche d'occuper cette fonction. Ce n'est qu'à la fin de la Première Guerre mondiale qu'il peut retrouver une activité ayant un rapport avec le théâtre : le ministère des Affaires étrangères le charge d'une mission dans les pays scandinaves au cours de laquelle il présentera plusieurs pièces du répertoire national,. En 1920, au théâtre Marigny, il met en scène la première adaptation du roman de Pierre Benoit, L’Atlantide. Les décors et les costumes sont de René Crevel.
Au cours des années 1920, il est tenté par le cinéma et réalise trois films, dont deux longs métrages, qu'il signe Albert Durec, et joue dans deux autres. Mais le peu de succès rencontré lors de cette expérience le fait revenir sur les scènes de théâtre.
Mort à 57 ans des suites d'une opération chirurgicale, Arsène Durec était l'époux depuis mai 1904 de Marthe Wichouff qui se remariera par la suite avec le romancier et auteur dramatique Pierre-Georges Bourguignon dit Népomucène Jonquille (1904-1957).

## Théâtre

### Metteur en scène
- 1908 : L'Éveil du printemps, pièce en 3 actes et 15 tableaux de Frank Wedekind, adaptation française de Robert d'Humières, au théâtre des Arts (28 octobre)
- 1908 : La Pastorale de Noël, mystère d'Arnoul Gréban, musique de Reynaldo Hahn, au théâtre des Arts (24 décembre)[12]
- 1909 : La Marquesita, pièce en 4 actes et 8 tableaux de Robert d'Humières, au théâtre des Arts (17 février)[13]
- 1909 : Les Possédés, pièce en 3 actes d'Henri-René Lenormand, au théâtre des Arts (9 avril)
- 1910 : Le Carnaval des enfants, de Saint-Georges de Bouhélier, au théâtre des Arts (22 novembre)[14]
- 1911 : Le Marchand de passions, comédie en 3 images d'Épinal, en vers, de Maurice Magre, au théâtre des Arts (30 janvier)[15]
- 1911 : Les Frères Karamazov de Jacques Copeau et Jean Croué d'après Dostoievski, mise en scène de Jacques Copeau et Arsène Durec, au théâtre des Arts (6 avril)
- 1911 : Le Pain, tragédie populaire en 4 actes et 5 tableaux d'Henri Ghéon, au théâtre des Arts (8 novembre)[16]
- 1913 : Pénélope, poème lyrique en 3 actes de René Fauchois, musique de Gabriel Fauré, au théâtre des Champs-Élysées (10 mai)[17]
- 1913 : Les Trois Masques, drame lyrique en 4 actes de Charles Méré, musique d'Isidore de Lara, au théâtre des Champs-Élysées (23 octobre)[18]
- 1913 : Boris Godounov, opéra en 4 actes et un prologue de Moussorgski, au théâtre des Champs-Élysées (5 novembre)[19]
- 1917 : Les Épis rouges, poème dramatique en 4 actes d'Émile Sicard, musique de Lucien-Marie Aube, au théâtre des Champs-Élysées (26 décembre)[20]
- 1918 : Les Huns, pièce historique en 3 actes d'Abel Deval et Henri Béchade, musique de Maurice Fouret, au théâtre Marigny (2 mars)[21]
- 1918 : La Reine Wanda, légende polonaise en 3 actes d'André Legrand, musique de Camille Erlanger, au théâtre de la Renaissance (30 avril)[22]
- 1920 : L'Atlantide, pièce en 3 parties et 9 tableaux d'Henri Clerc d'après le roman de Pierre Benoit, musique de Tiarko Richepin, au théâtre Marigny (18 décembre)[23]
- 1921 : Arlequin, comédie féérique en 3 actes et 2 rêves, en vers, de Maurice Magre, musique d'André Gailhard, à l'Apollo (11 mars)[24],[25] puis à Bruxelles (9 mai)[26]
- 1924 : Les Burgraves, drame lyrique en 4 actes de Léo Sachs d'après la pièce de Victor Hugo, à la comédie des Champs-Élysées (18 juin)[27]
- 1926 : La Garçonne, pièce en 3 actes de Victor Margueritte, au théâtre de Paris (4 juillet)
- 1927 : Lorenzaccio, drame romantique en 5 actes d'Alfred de Musset, au théâtre de la Madeleine (3 décembre)[28]

### Comédien
- 1897 : Allô ! Allô !, comédie en 1 acte de Pierre Valdagne[29], au Cercle militaire de Paris (12 janvier)[30]
- 1897 : Le Flirt, comédie en 3 actes d'Albert Clairouin, au théâtre Mondain (17 janvier) : le vicomte de Ponbriac
- 1897 : L'Habile méprise, comédie en 1 acte de Mme de Séméac, au théâtre Mondain (17 janvier) : le marquis de Blainville[31]
- 1898 : Les Deux Gosses, drame en 5 actes de Pierre Decourcelle, au théâtre des Variétés de Toulouse (24 octobre) : Georges de Kerlor[32]
- 1900 : L'Aiglon, drame en 6 actes d'Edmond Rostand, au théâtre Sarah-Bernhardt (15 mars) : le vicomte d'Otrante
- 1901 : La Tosca, drame en 5 actes de Victorien Sardou, au théâtre Sarah-Bernhardt (28 novembre) : Spoletta
- 1902 : Théodora, drame en 5 actes et 7 tableaux de Victorien Sardou, musique de Jules Massenet, au théâtre Sarah-Bernhardt (7 janvier) : Faber
- 1902 : Théroigne de Méricourt, pièce en 6 actes de Paul Hervieu, au théâtre Sarah-Bernhardt (23 décembre) : Brissot
- 1903 : Andromaque, tragédie en 5 actes de Jean Racine, musique de Camille Saint-Saëns, au théâtre Sarah-Bernhardt (7 février) : Pylade
- 1903 : La Samaritaine, évangile en 3 parties d'Edmond Rostand, musique de Gabriel Pierné, au théâtre Sarah-Bernhardt (25 février) : le Prêtre
- 1903 : La Sorcière, drame en 5 actes de Victorien Sardou, au théâtre Sarah-Bernhardt (15 décembre) : Oliveira
- 1904 : Polyeucte, tragédie en 5 actes de Pierre Corneille, au théâtre Sarah-Bernhardt (janvier) : Félix
- 1904 : Varennes, pièce en 6 tableaux d'Henri Lavedan et G. Lenôtre, au théâtre Sarah-Bernhardt (22 avril) : Lafayette
- 1905 : Esther, tragédie en 3 actes de Jean Racine, au théâtre Sarah-Bernhardt (8 avril) : Monsieur
- 1905 : Jules César, tragédie de Shakespeare, traduction de François-Victor Hugo , musique de Gabriel Fauré, au théâtre antique d'Orange (7 août) : Metellus Cimber
- 1905 : Le Masque d'amour, de Daniel Lesueur, au théâtre Sarah-Bernhardt (10 octobre) : le comte de Prézarches
- 1908 : Le Grand soir, drame en 3 actes de Léopold Kampf[33], adaptation française de Robert d'Humières, au théâtre des Arts (9 mars) : Anton
- 1908 : Quand on tenait la poule, comédie en 1 acte d'Ernest Gaubert, au théâtre des Arts (9 mars) : Julien Vallier
- 1908 : Candida, pièce en 3 actes de George Bernard Shaw, adaptation française d'Augustin et Henriette Hamon, au théâtre des Arts (8 mai) : James Morell
- 1908 : L'Éveil du printemps, pièce en 3 actes et 15 tableaux de Frank Wedekind, adaptation française de Robert d'Humières, au théâtre des Arts (28 octobre) : M. Gabor
- 1908 : Kaatje, pièce en 4 actes en vers de Paul Spaak, au théâtre des Arts (24 novembre) : le père
- 1908 : La Pastorale de Noël, mystère d'Arnoul Gréban, musique de Reynaldo Hahn (24 décembre) : Saint Joseph
- 1909 : La Tour du silence, pièce en 3 actes de Gustav Collijn, au théâtre des Arts (9 janvier) : le Grand Prêtre
- 1909 : En camarades, comédie en 2 actes de Colette, au théâtre des Arts (22 janvier) : Max[34]
- 1909 : La Marquesita, pièce en 4 actes et 8 tableaux de Robert d'Humières, au théâtre des Arts (17 février) : Manolo Boccanegra
- 1909 : Les Possédés, pièce en 3 actes de Henri-René Lenormand, au théâtre des Arts (14 avril) : Marcel Heller
- 1909 : L'Éventail de Lady Windermere, pièce en 4 actes d'Oscar Wilde, adaptation française de Maurice Rémon et J. Chalençon, au théâtre des Arts (7 mai) : Lord Windermere
- 1910 : Au désert, pièce en 2 actes d'Henri-René Lenormand, au Petit-Théâtre (16 janvier) : le capitaine
- 1910 : Intérieur, pièce en 1 acte de Maurice Maeterlinck, au Petit-Théâtre (16 janvier) : le vieillard
- 1910 : Le Doute, pièce en 3 actes de Daniel Jourda, à la Comédie-Royale (17 juin) : Pierre Aubry
- 1910 : Le Carnaval des enfants, de Saint-Georges de Bouhélier, au théâtre des Arts[35] (22 novembre) : l'oncle Anthime
- 1911 : Le Marchand de passions, comédie en 3 images d'Épinal en vers de Maurice Magre, au théâtre des Arts (30 janvier) : le marchand ambuland
- 1911 : Les Frères Karamazov, de Jacques Copeau et Jean Croué, d'après Dostoïevski, au théâtre des Arts (6 avril) : Ivan Fiodorovitch Karamazov
- 1912 : Un Sans-Patrie, pièce en 3 actes d'Alphonse Séché et Jules Bertaut, au théâtre Antoine (15 avril) : Julien Rousseau[36]
- 1912 : Âmes sauvages, pièce en 4 actes de Séverin-Mars et Camille Clermont, au théâtre Réjane (9 mai) : Jean Flamant
- 1920 : La Fille sauvage, pièce en 6 actes de François de Curel, au théâtre du Vaudeville (28 janvier)[37] puis à la Comédie des Champs-Élysées (26 février)[38] : Paul Moncel
- 1920 : Le Désir, légende islandaise en 3 actes de Johann Sigurjonsson, adaptation française de Ragna Guidahl, à la Comédie des Champs-Élysées (17 avril) : Loftur[39]

## Cinéma

### Metteur en scène
- 1921 : Bénitou (court métrage)[40]
- 1923 : La Vierge du portail (Die Madonna am Portal)
- 1928 : Le Désir, scénario de Jean Pommerol

### Scénariste
- 1921 : Bénitou, d'après la nouvelle de Marie Thiéry (1910)
- 1923 : La Vierge du portail, d'après le roman La Cathédrale de M. Janot

### Acteur
- 1921 : Le Chemin d'Ernoa de Louis Delluc : Etchegor
- 1929 : Le Train sans yeux d'Alberto Cavalcanti : Dieufy

#### Film annoncé et non réalisé
- 1923 : Les Chevaliers teutoniques, d'après le roman d'Henryk Sienkiewicz, avec Roger Karl et Gilbert Dalleu[41].